# Lista laureatów Nagrody Nobla

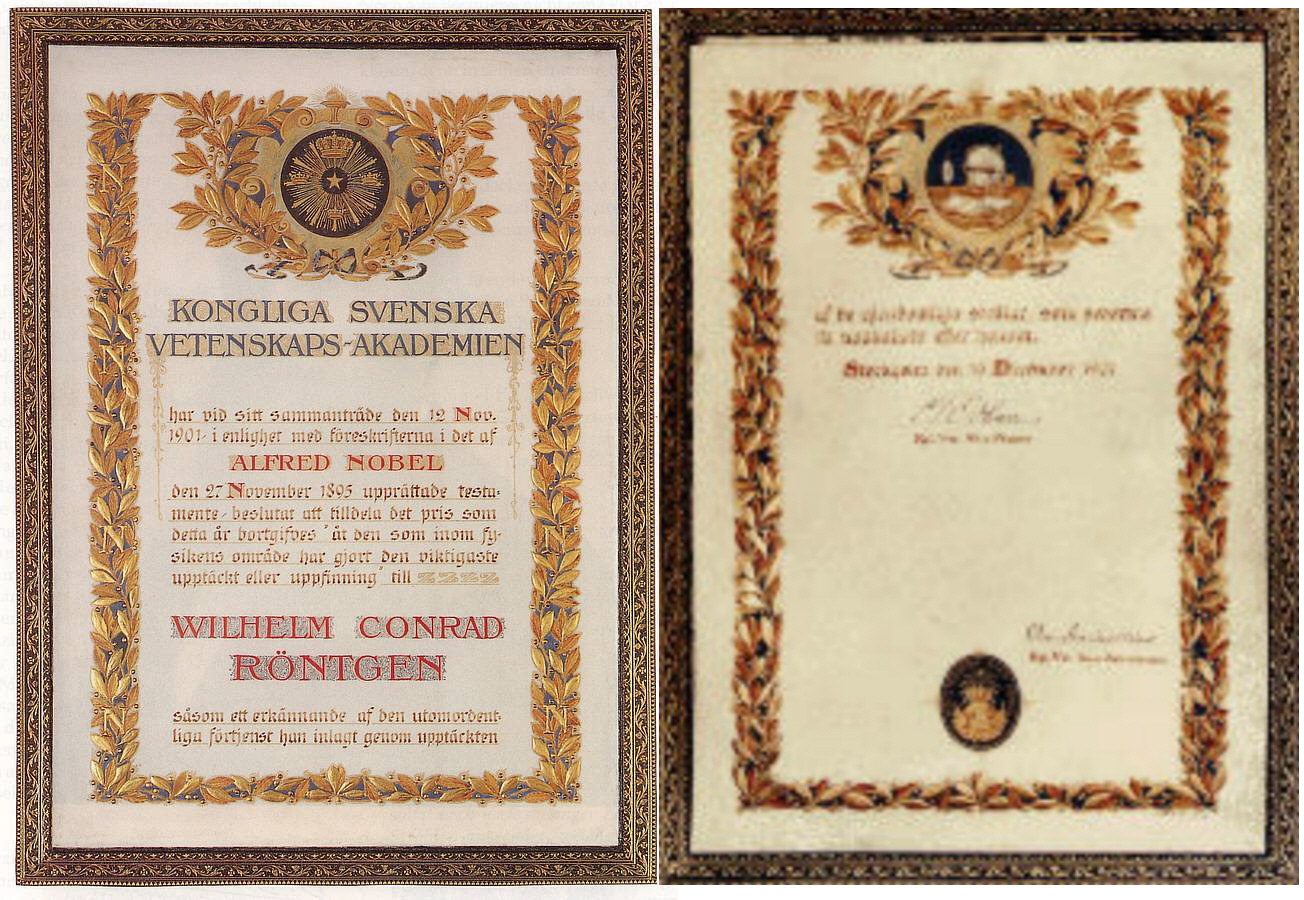
Dyplom, który otrzymał Wilhelm Conrad Röntgen w 1901

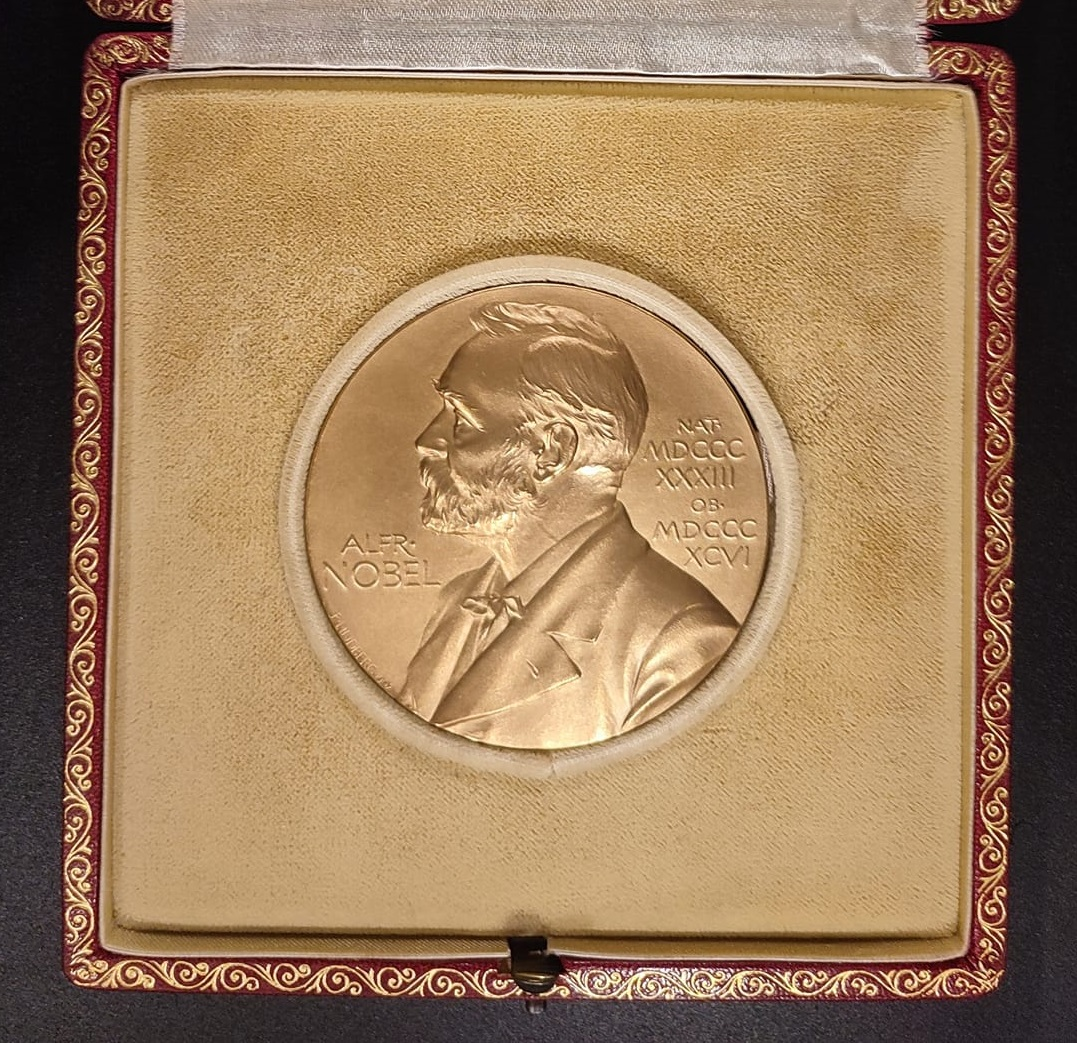
Medal Nagrody Nobla przyznany w dziedzinie literatury Czesławowi Miłoszowi w 1980 r.

Lista laureatów Nagrody Nobla obejmuje osoby i organizacje uhonorowane Nagrodą Nobla, uznawaną za najbardziej prestiżowe wyróżnienie za wybitne osiągnięcia naukowe, literackie lub zasługi dla społeczeństw i ludzkości, ustanowioną w testamencie fundatora, szwedzkiego przemysłowca i wynalazcy dynamitu – Alfreda Nobla.
Nagroda ta przyznawana jest za osiągnięcia w czterech dziedzinach naukowych: fizyce, chemii, fizjologii lub medycynie i literaturze. Ponadto przyznawana jest również Pokojowa Nagroda Nobla za wysiłki na rzecz światowego pokoju.
Każdy z laureatów otrzymuje złoty medal oraz dyplom, ponadto między wyróżnionych w jednej dziedzinie w danym roku rozdzielana jest nagroda pieniężna (na rok 2023 Fundacja Nobla przewidziała 11 mln SEK jako wartość pełnej nagrody). Nagrody w dziedzinie fizyki i chemii przyznaje Królewska Szwedzka Akademia Nauk, w dziedzinie fizjologii lub medycyny – Zgromadzenie Noblowskie przy Instytucie Karolinska, w dziedzinie literatury Akademia Szwedzka. Pokojowa Nagroda Nobla przyznawana jest (zgodnie z wolą fundatora) przez Norweski Komitet Noblowski złożony z pięciu członków powoływanych przez Storting.
Nagroda im. Alfreda Nobla jest wyróżnieniem przyznawanym w dziedzinie nauk ekonomicznych. Nagroda ta ufundowana została w 1968 przez Szwedzki Bank Narodowy z okazji jubileuszu 300-lecia jego istnienia. Nagrodę w tej dziedzinie przyznaje Królewska Szwedzka Akademia Nauk w oparciu o zasady ustanowione wolą fundatora. Pierwsza Nagroda została przyznana w 1969.

## Statystyki
Do 2023 r. przyznano 627 Nagród Nobla dla 1012 osób i organizacji. Nagrodę tę otrzymały 976 osób i 28 organizacji. Łącznie jest to 1004 laureatów – różnica wynika z faktu, że niektórzy z nich byli nagradzani więcej niż 1 raz: 5 osób zostało uhonorowanych dwukrotnie: Maria Skłodowska-Curie w 1903 i 1911, John Bardeen w 1956 i 1972, Linus Pauling w 1954 i 1962, Frederick Sanger w 1958 i 1980 oraz Barry Sharpless w 2001 i 2022. Ponadto Międzynarodowy Ruch Czerwonego Krzyża i Czerwonego Półksiężyca został trzykrotnie wyróżniony Pokojową Nagrodą Nobla (1917, 1944, 1963), zaś wysoki komisarz Narodów Zjednoczonych do spraw uchodźców otrzymał nagrodę w tej samej dziedzinie dwukrotnie (1954 i 1981).
W latach 1901–2024 Nagroda Nobla nie została przyznana łącznie 49 razy, przy czym nagroda w dziedzinie fizyki sześciokrotnie, w dziedzinie chemii ośmiokrotnie, fizjologii lub medycyny dziewięciokrotnie, literatury siedmiokrotnie, a pokojowa dziewiętnastokrotnie. Większość z tych przypadków miała miejsce w trakcie I i II wojny światowej. Ponadto statut Fundacji Nobla mówi, że jeśli w danym roku komitet nie uzna żadnego z kandydatów godnym wyróżnienia, nagroda nie zostaje w tym roku przyznana.
W historii Nagród Nobla do 2024 roku sześć razy zdarzało się, że wyróżniony odmówił przyjęcia nagrody, przy czym czterokrotnie laureaci byli do tego zmuszani przez władze (szczegóły w sekcji „Uwagi” pod tabelą).
W gronie nagrodzonych znalazło się 65 kobiet i 911 mężczyzn. Pierwszą kobietą wyróżnioną Nagrodą Nobla była Maria Skłodowska-Curie – była to nagroda w dziedzinie fizyki w 1903 r. Jest ona też jedyną kobietą, która otrzymała Nagrodę Nobla dwukrotnie oraz jedną z dwóch osób, obok Linusa Paulinga, która została nagrodzona w dwóch różnych dziedzinach. Do 2017 r, najwięcej laureatów urodziło się na terenie Stanów Zjednoczonych (265 osób).

## Laureaci
Poniższa tabela zawiera chronologiczne zestawienie laureatów Nagrody Nobla z podziałem na dziedzinę w jakiej zostali oni wyróżnieni.
| Rok  | Fizyka                                                                | Chemia                                                           | Fizjologia lub medycyna                                               | Literatura                                | Pokojowa                                                                         | Ekonomia                                              |
| ---- | --------------------------------------------------------------------- | ---------------------------------------------------------------- | --------------------------------------------------------------------- | ----------------------------------------- | -------------------------------------------------------------------------------- | ----------------------------------------------------- |
| 1901 | Wilhelm Conrad Röntgen                                                | Jacobus van ’t Hoff                                              | Emil Adolf von Behring                                                | Sully Prudhomme                           | Henri Dunant, Frédéric Passy                                                     | –                                                     |
| 1902 | Hendrik Lorentz, Pieter Zeeman                                        | Hermann Emil Fischer                                             | Ronald Ross                                                           | Theodor Mommsen                           | Élie Ducommun, Charles-Albert Gobat                                              | –                                                     |
| 1903 | Henri Becquerel, Pierre Curie, Maria Skłodowska-Curie                 | Svante Arrhenius                                                 | Niels Ryberg Finsen                                                   | Bjørnstjerne Bjørnson                     | William Randal Cremer                                                            | –                                                     |
| 1904 | John William Strutt                                                   | William Ramsay                                                   | Iwan Pawłow                                                           | Frédéric Mistral, José Echegaray          | Instytut Prawa Międzynarodowego                                                  | –                                                     |
| 1905 | Philipp Lenard                                                        | Adolf von Baeyer                                                 | Robert Koch                                                           | Henryk Sienkiewicz                        | Bertha von Suttner                                                               | –                                                     |
| 1906 | Joseph John Thomson                                                   | Henri Moissan                                                    | Camillo Golgi, Santiago Ramón y Cajal                                 | Giosuè Carducci                           | Theodore Roosevelt                                                               | –                                                     |
| 1907 | Albert Abraham Michelson                                              | Eduard Buchner                                                   | Charles Louis Alphonse Laveran                                        | Rudyard Kipling                           | Ernesto Teodoro Moneta, Louis Renault                                            | –                                                     |
| 1908 | Gabriel Lippmann                                                      | Ernest Rutherford                                                | Ilja Miecznikow, Paul Ehrlich                                         | Rudolf Christoph Eucken                   | Klas Pontus Arnoldson, Fredrik Bajer                                             | –                                                     |
| 1909 | Karl Ferdinand Braun, Guglielmo Marconi                               | Wilhelm Ostwald                                                  | Emil Theodor Kocher                                                   | Selma Lagerlöf                            | Auguste-Marie-François Beernaert, Paul-Henri-Benjamin d’Estournelles de Constant | –                                                     |
| 1910 | Johannes Diderik van der Waals                                        | Otto Wallach                                                     | Albrecht Kossel                                                       | Paul Heyse                                | Międzynarodowe Stałe Biuro Pokoju                                                | –                                                     |
| 1911 | Wilhelm Wien                                                          | Maria Skłodowska-Curie                                           | Allvar Gullstrand                                                     | Maurice Maeterlinck                       | Tobias Michael Carel Asser, Alfred Hermann Fried                                 | –                                                     |
| 1912 | Nils Gustaf Dalén                                                     | Victor Grignard, Paul Sabatier                                   | Alexis Carrel                                                         | Gerhart Hauptmann                         | Elihu Root                                                                       | –                                                     |
| 1913 | Heike Kamerlingh Onnes                                                | Alfred Werner                                                    | Charles Robert Richet                                                 | Rabindranath Tagore                       | Henri La Fontaine                                                                | –                                                     |
| 1914 | Max von Laue                                                          | Theodore William Richards                                        | Robert Bárány                                                         | nie przyznano                             | nie przyznano                                                                    | –                                                     |
| 1915 | William Henry Bragg, William Lawrence Bragg                           | Richard Martin Willstätter                                       | nie przyznano                                                         | Romain Rolland                            | nie przyznano                                                                    | –                                                     |
| 1916 | nie przyznano                                                         | nie przyznano                                                    | nie przyznano                                                         | Verner von Heidenstam                     | nie przyznano                                                                    | –                                                     |
| 1917 | Charles Glover Barkla                                                 | nie przyznano                                                    | nie przyznano                                                         | Karl Adolph Gjellerup, Henrik Pontoppidan | Międzynarodowy Komitet Czerwonego Krzyża                                         | –                                                     |
| 1918 | Max Planck                                                            | Fritz Haber                                                      | nie przyznano                                                         | nie przyznano                             | nie przyznano                                                                    | –                                                     |
| 1919 | Johannes Stark                                                        | nie przyznano                                                    | Jules Bordet                                                          | Carl Spitteler                            | Woodrow Wilson                                                                   | –                                                     |
| 1920 | Charles Édouard Guillaume                                             | Walther Nernst                                                   | August Krogh                                                          | Knut Hamsun                               | Léon Bourgeois                                                                   | –                                                     |
| 1921 | Albert Einstein                                                       | Frederick Soddy                                                  | nie przyznano                                                         | Anatole France                            | Hjalmar Branting, Christian Lous Lange                                           | –                                                     |
| 1922 | Niels Bohr                                                            | Francis William Aston                                            | Archibald Vivian Hill, Otto Fritz Meyerhof                            | Jacinto Benavente                         | Fridtjof Nansen                                                                  | –                                                     |
| 1923 | Robert Andrews Millikan                                               | Fritz Pregl                                                      | Frederick Banting, John James Richard Macleod                         | William Butler Yeats                      | nie przyznano                                                                    | –                                                     |
| 1924 | Karl Manne Georg Siegbahn                                             | nie przyznano                                                    | Willem Einthoven                                                      | Władysław Reymont                         | nie przyznano                                                                    | –                                                     |
| 1925 | James Franck, Gustav Ludwig Hertz                                     | Richard Adolf Zsigmondy                                          | nie przyznano                                                         | George Bernard Shaw                       | Austen Chamberlain, Charles Gates Dawes                                          | –                                                     |
| 1926 | Jean Baptiste Perrin                                                  | Theodor Svedberg                                                 | Johannes Fibiger                                                      | Grazia Deledda                            | Aristide Briand, Gustav Stresemann                                               | –                                                     |
| 1927 | Arthur Compton, Charles Thomson Rees Wilson                           | Heinrich Otto Wieland                                            | Julius Wagner-Jauregg                                                 | Henri Bergson                             | Ferdinand Buisson, Ludwig Quidde                                                 | –                                                     |
| 1928 | Owen Willans Richardson                                               | Adolf Otto Reinhold Windaus                                      | Charles Nicolle                                                       | Sigrid Undset                             | nie przyznano                                                                    | –                                                     |
| 1929 | Louis de Broglie                                                      | Arthur Harden, Hans von Euler-Chelpin                            | Christiaan Eijkman, Frederick Hopkins                                 | Thomas Mann                               | Frank Billings Kellogg                                                           | –                                                     |
| 1930 | Chandrasekhara Venkata Raman                                          | Hans Fischer                                                     | Karl Landsteiner                                                      | Sinclair Lewis                            | Nathan Söderblom                                                                 | –                                                     |
| 1931 | nie przyznano                                                         | Carl Bosch, Friedrich Bergius                                    | Otto Heinrich Warburg                                                 | Erik Axel Karlfeldt                       | Jane Addams, Nicholas Murray Butler                                              | –                                                     |
| 1932 | Werner Heisenberg                                                     | Irving Langmuir                                                  | Charles Sherrington, Edgar Douglas Adrian                             | John Galsworthy                           | nie przyznano                                                                    | –                                                     |
| 1933 | Erwin Schrödinger, Paul Dirac                                         | nie przyznano                                                    | Thomas Hunt Morgan                                                    | Iwan Bunin                                | Norman Angell                                                                    | –                                                     |
| 1934 | nie przyznano                                                         | Harold Clayton Urey                                              | George Whipple, George Minot, William Parry Murphy                    | Luigi Pirandello                          | Arthur Henderson                                                                 | –                                                     |
| 1935 | James Chadwick                                                        | Frédéric Joliot-Curie, Irène Joliot-Curie                        | Hans Spemann                                                          | nie przyznano                             | Carl von Ossietzky                                                               | –                                                     |
| 1936 | Victor Franz Hess, Carl David Anderson                                | Peter Debye                                                      | Henry Hallett Dale, Otto Loewi                                        | Eugene O’Neill                            | Carlos Saavedra Lamas                                                            | –                                                     |
| 1937 | Clinton Joseph Davisson, George Thomson                               | Walter Haworth, Paul Karrer                                      | Albert Szent-Györgyi                                                  | Roger Martin du Gard                      | Robert Cecil                                                                     | –                                                     |
| 1938 | Enrico Fermi                                                          | Richard Kuhn                                                     | Corneille Heymans                                                     | Pearl S. Buck                             | Międzynarodowe Nansenowskie Biuro do spraw Uchodźców                             | –                                                     |
| 1939 | Ernest Lawrence                                                       | Adolf Butenandt, Leopold Ružička                                 | Gerhard Domagk                                                        | Frans Eemil Sillanpää                     | nie przyznano                                                                    | –                                                     |
| 1940 | nie przyznano                                                         | nie przyznano                                                    | nie przyznano                                                         | nie przyznano                             | nie przyznano                                                                    | –                                                     |
| 1941 | nie przyznano                                                         | nie przyznano                                                    | nie przyznano                                                         | nie przyznano                             | nie przyznano                                                                    | –                                                     |
| 1942 | nie przyznano                                                         | nie przyznano                                                    | nie przyznano                                                         | nie przyznano                             | nie przyznano                                                                    | –                                                     |
| 1943 | Otto Stern                                                            | György von Hevesy                                                | Henrik Dam, Edward Adelbert Doisy                                     | nie przyznano                             | nie przyznano                                                                    | –                                                     |
| 1944 | Isidor Isaac Rabi                                                     | Otto Hahn                                                        | Joseph Erlanger, Herbert Spencer Gasser                               | Johannes Jensen                           | Międzynarodowy Komitet Czerwonego Krzyża                                         | –                                                     |
| 1945 | Wolfgang Pauli                                                        | Artturi Ilmari Virtanen                                          | Alexander Fleming, Ernst Boris Chain, Howard Walter Florey            | Gabriela Mistral                          | Cordell Hull                                                                     | –                                                     |
| 1946 | Percy Williams Bridgman                                               | James Sumner, John Howard Northrop, Wendell Meredith Stanley     | Hermann Joseph Muller                                                 | Hermann Hesse                             | Emily Greene Balch, John Mott                                                    | –                                                     |
| 1947 | Edward Victor Appleton                                                | Robert Robinson                                                  | Carl Ferdinand Cori, Gerty Cori, Bernardo Houssay                     | André Gide                                | Friends Service Council, American Friends Service Committee                      | –                                                     |
| 1948 | Patrick Maynard Stuart Blackett                                       | Arne Tiselius                                                    | Paul Hermann Müller                                                   | Thomas Stearns Eliot                      | nie przyznano                                                                    | –                                                     |
| 1949 | Hideki Yukawa                                                         | William Francis Giauque                                          | Walter Rudolf Hess, Egas Moniz                                        | William Faulkner                          | John Boyd Orr                                                                    | –                                                     |
| 1950 | Cecil Frank Powell                                                    | Otto Diels, Kurt Alder                                           | Philip Showalter Hench, Edward Calvin Kendall, Tadeusz Reichstein     | Bertrand Russell                          | Ralph Bunche                                                                     | –                                                     |
| 1951 | John Douglas Cockcroft, Ernest Walton                                 | Edwin Mattison McMillan, Glenn Seaborg                           | Max Theiler                                                           | Pär Lagerkvist                            | Léon Jouhaux                                                                     | –                                                     |
| 1952 | Felix Bloch, Edward Mills Purcell                                     | Archer Martin, R.L.M. Synge                                      | Selman Waksman                                                        | François Mauriac                          | Albert Schweitzer                                                                | –                                                     |
| 1953 | Frits Zernike                                                         | Hermann Staudinger                                               | Hans Adolf Krebs, Fritz Lipmann                                       | Winston Churchill                         | George Marshall                                                                  | –                                                     |
| 1954 | Max Born, Walther Bothe                                               | Linus Pauling                                                    | John Franklin Enders, Frederick Chapman Robbins, Thomas Huckle Weller | Ernest Hemingway                          | Wysoki komisarz Narodów Zjednoczonych do spraw uchodźców                         | –                                                     |
| 1955 | Willis Eugene Lamb, Polykarp Kusch                                    | Vincent du Vigneaud                                              | Hugo Theorell                                                         | Halldór Kiljan Laxness                    | nie przyznano                                                                    | –                                                     |
| 1956 | John Bardeen, Walter Houser Brattain, William Shockley                | Cyril Hinshelwood, Nikołaj Siemionow                             | André Frédéric Cournand, Werner Forßmann, Dickinson W. Richards       | Juan Ramón Jiménez                        | nie przyznano                                                                    | –                                                     |
| 1957 | Chen Ning Yang, Tsung-Dao Lee                                         | Alexander R. Todd                                                | Daniel Bovet                                                          | Albert Camus                              | Lester Pearson                                                                   | –                                                     |
| 1958 | Pawieł Czerenkow, Ilja Frank, Igor Tamm                               | Frederick Sanger                                                 | George Wells Beadle, Edward Lawrie Tatum, Joshua Lederberg            | Boris Pasternak                           | Georges Pire                                                                     | –                                                     |
| 1959 | Emilio Segrè, Owen Chamberlain                                        | Jaroslav Heyrovský                                               | Arthur Kornberg, Severo Ochoa de Albornoz                             | Salvatore Quasimodo                       | Philip Noel-Baker                                                                | –                                                     |
| 1960 | Donald Arthur Glaser                                                  | Willard Libby                                                    | Frank Macfarlane Burnet, Peter Medawar                                | Saint-John Perse                          | Albert John Luthuli                                                              | –                                                     |
| 1961 | Robert Hofstadter, Rudolf Mößbauer                                    | Melvin Calvin                                                    | Georg von Békésy                                                      | Ivo Andrić                                | Dag Hammarskjöld                                                                 | –                                                     |
| 1962 | Lew Landau                                                            | Max Perutz, John Kendrew                                         | Francis Crick, James Watson, Maurice Wilkins                          | John Steinbeck                            | Linus Pauling                                                                    | –                                                     |
| 1963 | Eugene Wigner, Maria Goeppert-Mayer, J. Hans D. Jensen                | Karl Ziegler, Giulio Natta                                       | John Carew Eccles, Alan Lloyd Hodgkin, Andrew Fielding Huxley         | Jorgos Seferis                            | Międzynarodowy Ruch Czerwonego Krzyża i Czerwonego Półksiężyca                   | –                                                     |
| 1964 | Charles Townes, Nikołaj Basow, Aleksandr Prochorow                    | Dorothy Crowfoot Hodgkin                                         | Konrad Emil Bloch, Feodor Lynen                                       | Jean-Paul Sartre                          | Martin Luther King                                                               | –                                                     |
| 1965 | Shin’ichirō Tomonaga, Julian Schwinger, Richard Feynman               | Robert Woodward                                                  | François Jacob, André Michel Lwoff, Jacques Monod                     | Michaił Szołochow                         | UNICEF (United Nations International Children’s Emergency Fund)                  | –                                                     |
| 1966 | Alfred Kastler                                                        | Robert Mulliken                                                  | Francis Peyton Rous, Charles Huggins                                  | Szmuel Josef Agnon, Nelly Sachs           | nie przyznano                                                                    | –                                                     |
| 1967 | Hans Bethe                                                            | Manfred Eigen, Ronald Norrish, George Porter                     | Ragnar Granit, Haldan Keffer Hartline, George Wald                    | Miguel Ángel Asturias                     | nie przyznano                                                                    | –                                                     |
| 1968 | Luis Walter Alvarez                                                   | Lars Onsager                                                     | Robert William Holley, Har Gobind Khorana, Marshall Nirenberg         | Yasunari Kawabata                         | René Cassin                                                                      | –                                                     |
| 1969 | Murray Gell-Mann                                                      | Derek Barton, Odd Hassel                                         | Max Delbrück, Alfred Day Hershey, Salvador Luria                      | Samuel Beckett                            | Międzynarodowa Organizacja Pracy                                                 | Ragnar Frisch, Jan Tinbergen                          |
| 1970 | Hannes Alfvén, Louis Néel                                             | Luis Federico Leloir                                             | Julius Axelrod, Ulf von Euler, Bernard Katz                           | Aleksandr Sołżenicyn                      | Norman Borlaug                                                                   | Paul Samuelson                                        |
| 1971 | Dennis Gabor                                                          | Gerhard Herzberg                                                 | Earl Wilbur Sutherland Jr.                                            | Pablo Neruda                              | Willy Brandt                                                                     | Simon Kuznets                                         |
| 1972 | John Bardeen, Leon Cooper, John Robert Schrieffer                     | Christian Boehmer Anfinsen, Stanford Moore, William Howard Stein | Gerald Edelman, Rodney Robert Porter                                  | Heinrich Böll                             | nie przyznano                                                                    | John Hicks, Kenneth Arrow                             |
| 1973 | Leo Esaki, Ivar Giaever, Brian David Josephson                        | Ernst Fischer, Geoffrey Wilkinson                                | Karl von Frisch, Konrad Lorenz, Nikolaas Tinbergen                    | Patrick White                             | Henry Kissinger, Lê Ðức Thọ                                                      | Wassily Leontief                                      |
| 1974 | Martin Ryle, Antony Hewish                                            | Paul Flory                                                       | Albert Claude, Christian de Duve, George Emil Palade                  | Eyvind Johnson, Harry Martinson           | Seán MacBride, Eisaku Satō                                                       | Gunnar Myrdal, Friedrich Hayek                        |
| 1975 | Aage Niels Bohr, Benjamin Mottelson, James Rainwater                  | John Cornforth, Vladimir Prelog                                  | David Baltimore, Renato Dulbecco, Howard Martin Temin                 | Eugenio Montale                           | Andriej Sacharow                                                                 | Leonid Kantorowicz, Tjalling Koopmans                 |
| 1976 | Burton Richter, Samuel Ting                                           | William Lipscomb                                                 | Baruch Samuel Blumberg, Daniel Carleton Gajdusek                      | Saul Bellow                               | Elisabeth (Betty) Williams, Mairead Corrigan                                     | Milton Friedman                                       |
| 1977 | Philip Warren Anderson, Nevill Francis Mott, John Hasbrouck van Vleck | Ilya Prigogine                                                   | Roger Guillemin, Andrew Schally, Rosalyn Yalow                        | Vicente Aleixandre                        | Amnesty International                                                            | Bertil Ohlin, James Meade                             |
| 1978 | Piotr Kapica, Arno Penzias, Robert Woodrow Wilson                     | Peter D. Mitchell                                                | Werner Arber, Daniel Nathans, Hamilton Othanel Smith                  | Isaac Bashevis Singer                     | Anwar as-Sadat, Menachem Begin                                                   | Herbert Simon                                         |
| 1979 | Sheldon Lee Glashow, Abdus Salam, Steven Weinberg                     | Herbert C. Brown, Georg Wittig                                   | Allan McLeod Cormack, Godfrey N. Hounsfield                           | Odiseas Elitis                            | Matka Teresa                                                                     | Theodore Schultz, Arthur Lewis                        |
| 1980 | James Cronin, Val Fitch                                               | Paul Berg, Walter Gilbert, Frederick Sanger                      | Baruj Benacerraf, Jean Dausset, George Snell                          | Czesław Miłosz                            | Adolfo Pérez Esquivel                                                            | Lawrence Klein                                        |
| 1981 | Nicolaas Bloembergen, Arthur Leonard Schawlow, Kai M. Siegbahn        | Ken’ichi Fukui, Roald Hoffmann                                   | Roger Wolcott Sperry, David Hubel, Torsten Wiesel                     | Elias Canetti                             | Wysoki komisarz Narodów Zjednoczonych do spraw uchodźców                         | James Tobin                                           |
| 1982 | Kenneth G. Wilson                                                     | Aaron Klug                                                       | Sune Bergström, Bengt Samuelsson, John Vane                           | Gabriel García Márquez                    | Alva Myrdal, Alfonso Robles                                                      | George Stigler                                        |
| 1983 | Subramanyan Chandrasekhar, William Fowler                             | Henry Taube                                                      | Barbara McClintock                                                    | William Golding                           | Lech Wałęsa                                                                      | Gérard Debreu                                         |
| 1984 | Carlo Rubbia, Simon van der Meer                                      | Robert Bruce Merrifield                                          | Niels K. Jerne, Georges J. F. Köhler, César Milstein                  | Jaroslav Seifert                          | Desmond Tutu                                                                     | Richard Stone                                         |
| 1985 | Klaus von Klitzing                                                    | Herbert Hauptman, Jerome Karle                                   | Michael Stuart Brown, Joseph L. Goldstein                             | Claude Simon                              | Lekarze przeciw Wojnie Nuklearnej                                                | Franco Modigliani                                     |
| 1986 | Ernst Ruska, Gerd Binnig, Heinrich Rohrer                             | Dudley Robert Herschbach, Yuan Lee, John Polanyi                 | Stanley Cohen, Rita Levi-Montalcini                                   | Wole Soyinka                              | Elie Wiesel                                                                      | James Buchanan                                        |
| 1987 | Johannes Georg Bednorz, Karl Alexander Müller                         | Donald Cram, Jean-Marie Lehn, Charles Pedersen                   | Susumu Tonegawa                                                       | Iosif Brodski                             | Óscar Arias Sánchez                                                              | Robert Solow                                          |
| 1988 | Leon Max Lederman, Melvin Schwartz, Jack Steinberger                  | Johann Deisenhofer, Robert Huber, Hartmut Michel                 | James W. Black, Gertrude Elion, George H. Hitchings                   | Nadżib Mahfuz                             | United Nations Peace-Keeping Forces                                              | Maurice Allais                                        |
| 1989 | Norman F. Ramsey, Hans Georg Dehmelt, Wolfgang Paul                   | Sidney Altman, Thomas Cech                                       | J. Michael Bishop, Harold Varmus                                      | Camilo José Cela                          | Tenzin Gjaco, jako Dalajlama XIV                                                 | Trygve Haavelmo                                       |
| 1990 | Jerome I. Friedman, Henry Kendall, Richard E. Taylor                  | Elias James Corey                                                | Joseph Murray, E. Donnall Thomas                                      | Octavio Paz                               | Michaił Gorbaczow                                                                | Harry Markowitz, Merton Miller, William Sharpe        |
| 1991 | Pierre-Gilles de Gennes                                               | Richard Ernst                                                    | Erwin Neher, Bert Sakmann                                             | Nadine Gordimer                           | Aung San Suu Kyi                                                                 | Ronald Coase                                          |
| 1992 | Georges Charpak                                                       | Rudolph Marcus                                                   | Edmond H. Fischer, Edwin G. Krebs                                     | Derek Walcott                             | Rigoberta Menchú Tum                                                             | Gary Becker                                           |
| 1993 | Russell Alan Hulse, Joseph H. Taylor Jr.                              | Kary Mullis, Michael Smith                                       | Richard J. Roberts, Phillip Sharp                                     | Toni Morrison                             | Nelson Mandela, Frederik Willem de Klerk                                         | Robert Fogel, Douglass North                          |
| 1994 | Bertram Brockhouse, Clifford Shull                                    | George Olah                                                      | Alfred Gilman, Martin Rodbell                                         | Kenzaburō Ōe                              | Jasir Arafat, Szimon Peres, Icchak Rabin                                         | John Harsanyi, John Nash Jr., Reinhard Selten         |
| 1995 | Martin Perl, Frederick Reines                                         | Paul Crutzen, Mario Molina, Frank Sherwood Rowland               | Edward B. Lewis, Christiane Nüsslein-Volhard, Eric F. Wieschaus       | Seamus Heaney                             | Józef Rotblat, Konferencja Pugwash w sprawie Nauki i Problemów Światowych        | Robert Lucas Jr.                                      |
| 1996 | David M. Lee, Douglas D. Osheroff, Robert C. Richardson               | Robert F. Curl Jr., Harold Kroto, Richard Smalley                | Peter Doherty, Rolf Zinkernagel                                       | Wisława Szymborska                        | Carlos Filipe Ximenes Belo, José Ramos-Horta                                     | James Mirrlees, William Vickrey                       |
| 1997 | Steven Chu, Claude Cohen-Tannoudji, William D. Phillips               | Paul Boyer, John Ernest Walker, Jens Skou                        | Stanley Prusiner                                                      | Dario Fo                                  | Międzynarodowa Kampania na rzecz Zakazu Min Przeciwpiechotnych, Jody Williams    | Robert C. Merton, Myron Scholes                       |
| 1998 | Robert B. Laughlin, Horst Störmer, Daniel C. Tsui                     | Walter Kohn, John Pople                                          | Robert F. Furchgott, Louis Ignarro, Ferid Murad                       | José Saramago                             | John Hume, David Trimble                                                         | Amartya Sen                                           |
| 1999 | Gerardus ’t Hooft, Martinus J.G. Veltman                              | Ahmed Zewail                                                     | Günter Blobel                                                         | Günter Grass                              | Lekarze bez Granic                                                               | Robert Mundell                                        |
| 2000 | Żores Ałfiorow, Herbert Kroemer, Jack Kilby                           | Alan Heeger, Alan MacDiarmid, Hideki Shirakawa                   | Arvid Carlsson, Paul Greengard, Eric Kandel                           | Gao Xingjian                              | Kim Dae-jung                                                                     | James Heckman, Daniel McFadden                        |
| 2001 | Eric Cornell, Wolfgang Ketterle, Carl Wieman                          | William Knowles, Ryōji Noyori, Barry Sharpless                   | Leland H. Hartwell, Timothy Hunt, Paul Nurse                          | V.S. Naipaul                              | United Nations, Kofi Annan                                                       | George A. Akerlof, Michael Spence, Joseph E. Stiglitz |
| 2002 | Raymond Davis, Masatoshi Koshiba, Riccardo Giacconi                   | John Fenn, Kōichi Tanaka, Kurt Wüthrich                          | Sydney Brenner, Howard Robert Horvitz, John Sulston                   | Imre Kertész                              | Jimmy Carter                                                                     | Daniel Kahneman, Vernon Smith                         |
| 2003 | Aleksiej Abrikosow, Witalij Ginzburg, Anthony James Leggett           | Peter Agre, Roderick MacKinnon                                   | Paul Lauterbur, Peter Mansfield                                       | John Maxwell Coetzee                      | Szirin Ebadi                                                                     | Robert Engle, Clive Granger                           |
| 2004 | David Gross, Hugh David Politzer, Frank Wilczek                       | Aaron Ciechanower, Awram Herszko, Irwin Rose                     | Richard Axel, Linda B. Buck                                           | Elfriede Jelinek                          | Wangari Maathai                                                                  | Finn E. Kydland, Edward C. Prescott                   |
| 2005 | Roy Glauber, John L. Hall, Theodor Hänsch                             | Yves Chauvin, Robert Grubbs, Richard Schrock                     | Barry Marshall, Robin Warren                                          | Harold Pinter                             | Międzynarodowa Agencja Energii Atomowej, Muhammad el-Baradei                     | Robert Aumann, Thomas Schelling                       |
| 2006 | John C. Mather, George F. Smoot                                       | Roger Kornberg                                                   | Andrew Z. Fire, Craig C. Mello                                        | Orhan Pamuk                               | Muhammad Yunus, Grameen Bank                                                     | Edmund S. Phelps                                      |
| 2007 | Albert Fert, Peter Grünberg                                           | Gerhard Ertl                                                     | Mario Capecchi, Martin Evans, Oliver Smithies                         | Doris Lessing                             | Intergovernmental Panel on Climate Change, Al Gore                               | Leonid Hurwicz, Eric Maskin, Roger Myerson            |
| 2008 | Yoichiro Nambu, Makoto Kobayashi, Toshihide Masukawa                  | Osamu Shimomura, Martin Chalfie, Roger Tsien                     | Harald zur Hausen, Françoise Barré-Sinoussi, Luc Montagnier           | Jean-Marie Gustave Le Clézio              | Martti Ahtisaari                                                                 | Paul Krugman                                          |
| 2009 | Charles K. Kao, Willard S. Boyle, George E. Smith                     | Venkatraman Ramakrishnan, Thomas Steitz, Ada Jonath              | Elizabeth Blackburn, Carol Greider, Jack W. Szostak                   | Herta Müller                              | Barack Obama                                                                     | Elinor Ostrom, Oliver Williamson                      |
| 2010 | Andriej Gejm, Konstantin Nowosiołow                                   | Richard Heck, Eiichi Negishi, Akira Suzuki                       | Robert Edwards                                                        | Mario Vargas Llosa                        | Liu Xiaobo                                                                       | Peter Diamond, Dale Mortensen, Christopher Pissarides |
| 2011 | Saul Perlmutter, Adam Riess, Brian Schmidt                            | Dan Szechtman                                                    | Bruce Beutler, Jules Hoffmann, Ralph Steinman                         | Tomas Tranströmer                         | Leymah Gbowee, Ellen Johnson-Sirleaf, Tawakkul Karman                            | Thomas Sargent, Christopher Sims                      |
| 2012 | Serge Haroche, David Wineland                                         | Robert Lefkowitz, Brian Kobilka                                  | John Gurdon, Shin’ya Yamanaka                                         | Mo Yan                                    | Unia Europejska                                                                  | Lloyd Shapley, Alvin E. Roth                          |
| 2013 | Peter Higgs, François Englert                                         | Martin Karplus, Michael Levitt, Arieh Warshel                    | James Rothman, Randy Schekman, Thomas Südhof                          | Alice Munro                               | Organizacja ds. Zakazu Broni Chemicznej                                          | Eugene Fama, Lars Peter Hansen, Robert J. Shiller     |
| 2014 | Isamu Akasaki, Hiroshi Amano, Shūji Nakamura                          | Eric Betzig, Stefan Hell, William Moerner                        | Edvard Moser, May-Britt Moser, John O’Keefe                           | Patrick Modiano                           | Kailash Satyarthi, Malala Yousafzai                                              | Jean Tirole                                           |
| 2015 | Takaaki Kajita, Arthur B. McDonald                                    | Tomas Lindahl, Paul Modrich, Aziz Sancar                         | William C. Campbell, Satoshi Ōmura, Tu Youyou                         | Swiatłana Aleksijewicz                    | Tunezyjski Kwartet na rzecz Dialogu Narodowego                                   | Angus Deaton                                          |
| 2016 | Duncan Haldane, John M. Kosterlitz, David J. Thouless                 | Ben Feringa, Jean-Pierre Sauvage, Fraser Stoddart                | Yoshinori Ōsumi                                                       | Bob Dylan                                 | Juan Manuel Santos                                                               | Oliver Hart, Bengt Holmström                          |
| 2017 | Rainer Weiss, Barry Barish, Kip Thorne                                | Jacques Dubochet, Joachim Frank, Richard Henderson               | Jeffrey C. Hall, Michael Rosbash, Michael W. Young                    | Kazuo Ishiguro                            | Międzynarodowa Kampania na rzecz Zniesienia Broni Nuklearnej                     | Richard Thaler                                        |
| 2018 | Arthur Ashkin, Gérard Mourou, Donna Strickland                        | Frances Arnold, George P. Smith, Gregory P. Winter               | James P. Allison, Tasuku Honjo                                        | Olga Tokarczuk                            | Denis Mukwege, Nadia Murad                                                       | William Nordhaus, Paul Romer                          |
| 2019 | James Peebles, Michel Mayor, Didier Queloz                            | John B. Goodenough, M. Stanley Whittingham, Akira Yoshino        | Peter Ratcliffe, Gregg L. Semenza, William Kaelin Jr.                 | Peter Handke                              | Abiy Ahmed Ali                                                                   | Abhijit Banerjee, Esther Duflo, Michael Kremer        |
| 2020 | Roger Penrose, Andrea Ghez, Reinhard Genzel                           | Jennifer Doudna, Emmanuelle Charpentier                          | Harvey Alter, Michael Houghton, Charles M. Rice                       | Louise Glück                              | Światowy Program Żywnościowy                                                     | Paul Milgrom, Robert Wilson                           |
| 2021 | Syukuro Manabe, Klaus Hasselmann Giorgio Parisi                       | Benjamin List, David MacMillan                                   | David Julius, Ardem Patapoutian                                       | Abdulrazak Gurnah                         | Maria Ressa, Dmitrij Muratow                                                     | David Card, Joshua Angrist, Guido Imbens              |
| 2022 | Alain Aspect, John Clauser, Anton Zeilinger                           | Carolyn Bertozzi, Morten Meldal, Barry Sharpless                 | Svante Pääbo                                                          | Annie Ernaux                              | Aleś Bialacki, Stowarzyszenie Memoriał, Centrum Wolności Obywatelskich           | Ben Bernanke, Douglas Diamond, Philip Dybvig          |
| 2023 | Pierre Agostini, Ferenc Krausz, Anne L’Huillier                       | Moungi Bawendi, Louis Brus, Aleksiej Jekimow                     | Katalin Karikó, Drew Weissman                                         | Jon Fosse                                 | Narges Mohammadi                                                                 | Claudia Goldin                                        |
| 2024 | Geoffrey Hinton, John Hopfield                                        | David Baker, Demis Hassabis, John M. Jumper                      | Victor Ambros, Gary Ruvkun                                            | Han Kang                                  | Nihon Hidankyō                                                                   | Daron Acemoğlu, Simon Johnson, James Alan Robinson    |
| Rok  | Fizyka                                                                | Chemia                                                           | Fizjologia lub medycyna                                               | Literatura                                | Pokojowa                                                                         | Ekonomia                                              |